# Ім Юна
Ім Юн А (кор.: хангиль: 임윤아, ханча: 林潤妸; англ. Im Yoon-Ah; нар. 30 травня 1990), знаніша як Юна (кор. 윤아) — південнокорейська акторка і співачка. Дебютувала у серпні 2007 року як учасниця жіночого гурту Girls' Generation. Окрім діяльності у гурті, Юна також активно займається акторською кар'єрою. Проривом стала роль у серіалі «Ти моя доля» (2008), яка ознаменувала її кар'єрний прорив і принесла їй нагороди «Краща нова актриса» на 23-й KBS Drama Awards та 45-й Baeksang Arts Awards.
З того часу Юна добилася уваги та акторського визнання з різними типами ролей у телесеріалах «Дощ кохання» (2012), «Прем'єр-міністр і Я» (2013), «The K2» (2016) та «Кохання Короля» (2017). Її робота в кіно включає «Конфіденційне призначення» (2017) та «Вихід» (2019), які стали двома найкасовішими фільмами в Південній Кореї.
30 травня 2019 року Юна відсвяткувала свій 29-й день народження (30-й у корейському віці) випуском свого дебютного міні-альбому A Walk to Remember, яка стала найпродаванішим альбомом за перші 24 години всередині країни серед сольних виконавців.
Успіх музичної та акторської кар'єри Юни привів її до різних угод з CF, зокрема, до давнього співробітника Innisfree, і затвердив її як піонер-кумир-акторка Халлю.

## Життя та кар'єра

### 1990—2007: Раннє життя та починання в кар'єрі
Юна народилася 30 травня 1990 року в Сеулі, Південна Корея. Вона виросла з батьком та старшою сестрою. У дитинстві та підлітковому віці вона слухала SES та мріяла стати співачкою. 2002 року Юна пройшла відкрите прослуховування в SM Entertainment і провела п'ять років «зосереджуючись виключно» на співах, танцях та акторстві. За часів стажування вона мала низьку самооцінку через свій низький голос, і одного разу вона думала залишити співочу кар'єру і просто стати актрисою. Хореограф переконав її продовжити, сказавши, що «буде втратою кинути спів» з її «видатними танцювальними навичками». Він також назвав її найкращою танцівницею в агентстві. Вокально Юна не має широкого діапазону, критики описують її голос як «дуже солодкий». До дебюту була представлена публіці через музичні кліпи та рекламні ролики; першою стала поява у відеокліпі TVXQ «Magic Castle» у 2005 році. У серпні 2007 року Юна дебютувала у складі Girls' Generation, ставши «центром» гурту. Популярність SNSD різко зросла після виходу синглу «Gee».

### 2008-15: Ролі в серіалах та популярність за кордоном

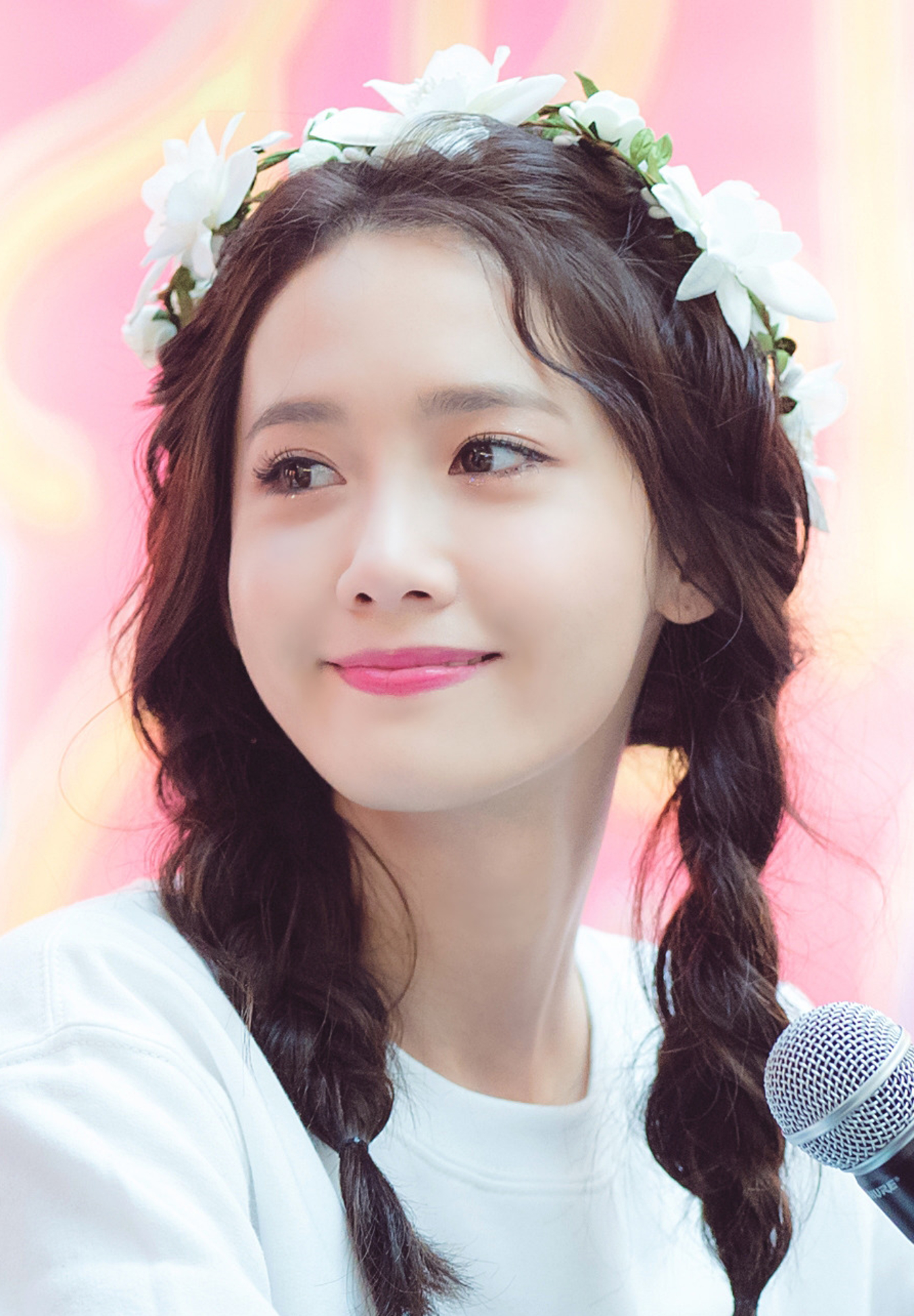
Юна на фансайні Girls' Generation у рамках просування Holiday Night, серпень 2017 року

Дебют Юни як актриса відбувся ще до офіційного дебюту Girls' Generation у серіалі «Кохання як бейсбол». 2008 року вона взяла участь у дарамі «Жінка незрівнянної краси», і її гра отримала похвалу від відомої актриси Пе Чжон Ок. У травні того ж року вона зіграла одну з головних ролей у серіалі «Ти моя доля», рейтинги якої зросли до 41,5 % і Юна отримала широке визнання публіки. Вона описала свою роль поворотною точкою у її кар'єрі, і виграла номінації «Краща нова актриса» на KBS Drama Awards та Baeksang Arts Awards. 2009 року Юна зіграла одну з головних ролей у серіалі «Відображення бажань».
У березні 2012 року відбулася прем'єра дарами «Дощ кохання», в якій Юна зіграла головну жіночу роль. Проєкт привернув увагу глядачів у Кореї, попри низькі домашні рейтинги, а й за кордоном. Було продано для трансляції в Японії за 10 мільйонів доларів. У грудні 2013 року вийшов серіал «Прем'єр-міністр і я», де Юна зіграла роль репортера, який закохався в прем'єр-міністра.

### 2016-тепер: Соло дебют, K2 та дебют у кіно

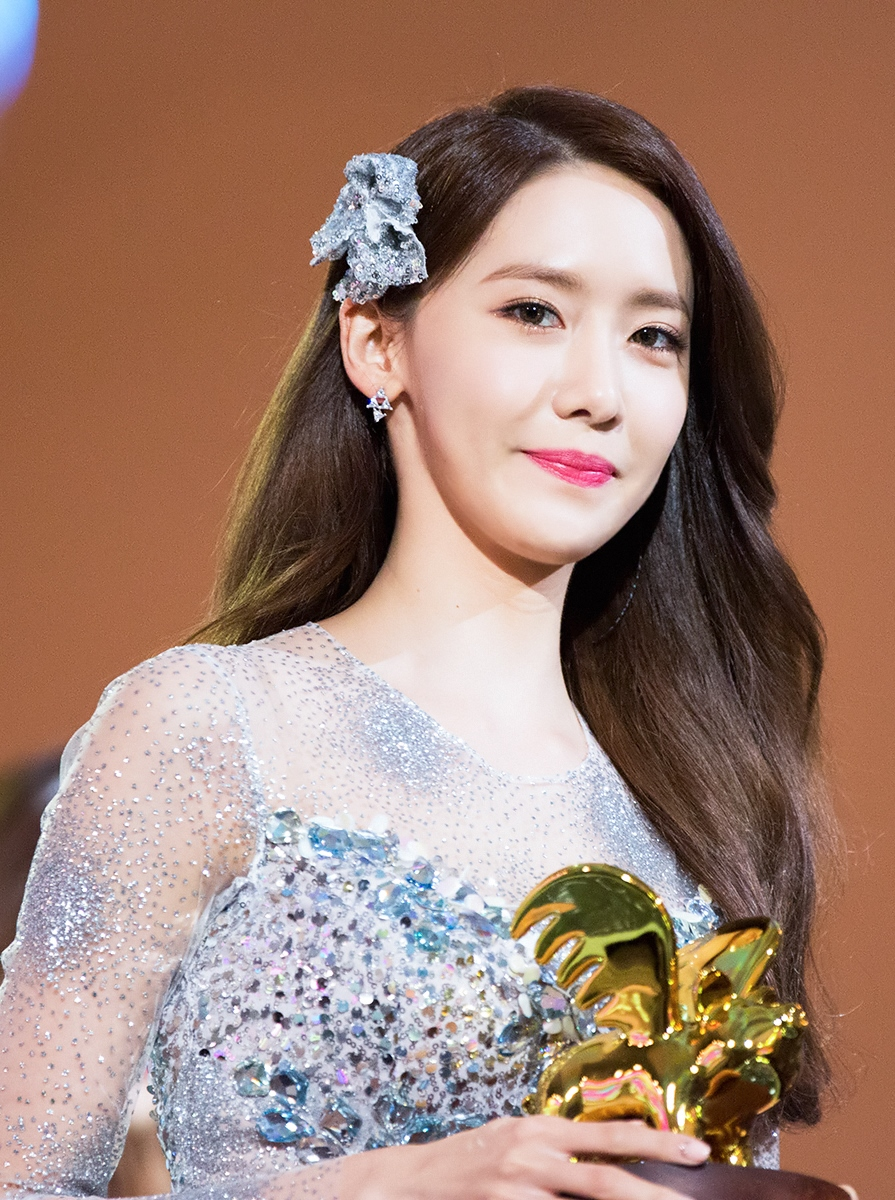
Юна на «Style Icon Asia», 2016 року.

У березні 2016 року Юна випустила свій перший сольний сингл Deoksugung Stonewall Walkway, записаний за участю групи 10 cm в рамках проєкт SM Station. У квітні відбувся дебют дівчини у китайській драмі «Бог війни Чжао Юнь». У серпні вийшов китайський мініальбом Blossom. У вересні Юна зіграла головну жіночу роль у дорамі «К2».
У січні 2017 року відбувся дебют Юни у повнометражному фільмі «Конфіденційне призначення». 17 липня почався показ історичної дарами «Кохання короля», де Юна також виконала одну з головних ролей.
У 2018 році Юна приєдналася до другого сезону шоу Hyori's Homestay як новий помічник. Вона випустила свій третій сольний сингл To You наприкінці шоу. У серпні Юна дебютувала у підгрупі Girls Generation під назвою Girls' Generation — Oh!GG разом із чотирма іншими учасницями SNSD; гурт випустив сингл «Lil'Touch».
30 травня 2019 року Юна випустила свій дебютний сольний мініальбом A Walk to Remember з провідним синглом «Summer Night».
У липні Юна знялася у фільмі «Вихід», разом із Чо Чжон Соком, який став одним із найкасовіших фільмів у Південній Кореї.
В 2020 Юна знялася в телесеріалі JTBC «Тиша», де вона зіграла репортера-стажора.
У 2021 році Юна знялася в романтичній дорімі «Диво».

## Особисте життя
Юна закінчила старшу школу Дайона у 2009 році. Потім вступила до університету Донгук у лютому 2015 року зі своєю одногрупницею Сохен. Вона також стала послом цього університету разом з Наин з A Pink та Пак Ха Сон.

## Дискографія

### Мініальбоми
| Назва              | Деталі                                                                            | Позиції у чартах | Продажі       |           |
| Назва              | Деталі                                                                            | KOR              | Продажі       |           |
| Корейські          | Корейські                                                                         | Корейські        | Корейські     | Корейські |
| ------------------ | --------------------------------------------------------------------------------- | ---------------- | ------------- | --------- |
| A Walk to Remember | - Реліз: 30 травня, 2019 - Лейбл: SM Entertainment - Формат: CD, digital download | 3                | - KOR: 26,709 |           |
| Китайські          |                                                                                   |                  |               |           |
| Blossom            | - Реліз: 4 серпня, 2016 - Лейбл: SM Entertainment - Формат: Digital download      | Н/Д              | Н/Д           |           |

### Сингли
| Назва                                                                    | Рік                | Пікова позиція у чартах | Продажі (DL)       | Альбом             |
| Назва                                                                    | Рік                | KOR Gaon                | Продажі (DL)       | Альбом             |
| Як головний артист                                                       | Як головний артист | Як головний артист      | Як головний артист | Як головний артист |
| ------------------------------------------------------------------------ | ------------------ | ----------------------- | ------------------ | ------------------ |
| «SM Station\|Deoksugung Stonewall Walkway» (덕수궁 돌담길의 봄) (з 10cm) | 2016               | 24                      | KOR: 194,752       | Н/Д                |
| Промосингли                                                              |                    |                         |                    |                    |
| «Haptic Motion» (з Джесікою, Тіфані і TVXQ)                              | 2008               | —                       | Н/Д                | Н/Д                |
| «Innisfree Day»                                                          | 2010               | —                       | Н/Д                | Н/Д                |
| Саундтреки                                                               |                    |                         |                    |                    |
| «Amazing Grace»                                                          | 2016               | —                       | Н/Д                | The K2 OST         |
| «—» означає, що реліз не потрапив у чарт чи не виходив у країні.         |                    |                         |                    |                    |

## Фільмографія

### Фільми
| Рік  |   | Українська назва                     | Оригінальна назва | Роль              |
| ---- | - | ------------------------------------ | ----------------- | ----------------- |
| 2012 | ф | Я                                    | I Am              | У ролі самої себе |
| 2015 | ф | SMTown The Stage                     | SMTown The Stage  | У ролі самої себе |
| 2017 | ф | Конфіденційне завдання               | 공조              | Пак Мін Йон       |
| 2019 | ф | Вихід                                | 엑시트            | Чон Ий Джу        |
| 2021 | ф | Диво: Лист до президента             | 기적              | Сон Ра Хі         |
| 2021 | ф | Будинок колібрі                      | 벌새              | Оповідачка        |
| 2021 | ф | Попурі на кінець року                | 해피 뉴 이어      | Со Йон            |
| 2022 | ф | Конфіденційне завдання 2: Міжнародне | 공조2: 인터내셔날 | Пак Мін Йон       |
| н/д  | ф | Побачення о 2-ій годині              | 2시의 데이트      | Чон Сон Джі       |

### Телевізійні серіали
| Рік       |   | Українська назва                      | Оригінальна назва | Роль                 |
| --------- | - | ------------------------------------- | ----------------- | -------------------- |
| 2007      | с | Два аути в дев'ятому іннінгу          | 9회말 2아웃       | Сін Чу Йон           |
| 2008      | с | Нестримне одруження                   | 못말리는 결혼     | Сьома принцеса Ган   |
| 2008      | с | Жінка незрівнянної краси, Пак Чон Ґим | 천하일색 박정금   | Мі Е                 |
| 2008—2009 | с | Ти моя доля                           | 너는 내 운명      | Чан Се Бьок          |
| 2009      | с | Чоловік попелюшка                     | 신데렐라 맨       | Со Ю Джін            |
| 2012      | с | Дощ кохання                           | 사랑비            | Кім Юн Хі/Чон Ха На  |
| 2013—2014 | с | Прем'єр-міністр і я                   | 총리와 나         | Нам Та Джон          |
| 2015      | с | Мій перший раз                        | 처음이라서        | У ролі самої себе    |
| 2016      | с | Бог війни Чжао Юнь                    | 武神赵子龙        | Сяохоу Цін'ї/Ма Южоу |
| 2016      | с | K2                                    | The K2            | Ко Анна              |
| 2017      | с | Кохання короля                        | 왕은 사랑한다     | Хан Ин Сан/Со Хва    |
| 2020—2021 | с | Тихо                                  | 허쉬              | Лі Чі Су             |
| 2022      | с | Базіка                                | 빅마우스          | Ко Мі Хо             |
| 2023      | с | Посмішка для спадкоємця               | 킹더랜드          | Чхон Са Ран          |

## Нагороди та номінації
| Рік  | Премія                                   | Номінація                                                  | Що номіновано          | Результати | Прим.         |
| ---- | ---------------------------------------- | ---------------------------------------------------------- | ---------------------- | ---------- | ------------- |
| 2008 | 2-га Премія корейської драми             | Популярність Нетизенів                                     | Ти моя доля            | Перемога   | [ 50 ]        |
| 2008 | 22-га Премія KBS драма                   | Найкраща нова актриса                                      | Ти моя доля            | Перемога   | [ 51 ]        |
| 2008 | 22-га Премія KBS драма                   | Нагорода Нетізенів                                         | Ти моя доля            | Перемога   |               |
| 2009 | 45-та Премія мистецтв Пексан             | Найкраща нова актриса (ТБ)                                 | Ти моя доля            | Перемога   | [ 52 ]        |
| 2009 | 45-та Премія мистецтв Пексан             | Найпопулярніша актриса (ТБ)                                | Ти моя доля            | Перемога   | [ 52 ]        |
| 2010 | 46-та Премія мистецтв Пексан             | Найпопулярніша актриса (ТБ)                                | Чоловік попелюшка      | Перемога   |               |
| 2012 | Премія Вибір Mnet 20's                   | Жіноча зірка драм 20-ти                                    | Дощ кохання            | Номінація  |               |
| 2012 | 26-та Премія KBS драма                   | Нагорода за особливі успіхи (акторка мінісеріалів)         | Дощ кохання            | Перемога   |               |
| 2012 | 26-та Премія KBS драма                   | Нагорода нетізенів                                         | Дощ кохання            | Перемога   | [ 53 ]        |
| 2013 | 49-та Премія мистецтв Пексан             | Найпопулярніша актриса (ТБ)                                | Дощ кохання            | Номінація  |               |
| 2013 | 27-ма Премія KBS драма                   | Нагорода за майстерність (акторка мінісеріалу)             | Прем'єр-міністр і я    | Перемога   | [ 52 ]        |
| 2013 | 27-ма Премія KBS драма                   | Найкраща пара з Лі Бом Су                                  | Прем'єр-міністр і я    | Перемога   | [ 54 ]        |
| 2013 | 27-ма Премія KBS драма                   | Нагорода Нетізенів                                         | Прем'єр-міністр і я    | Номінація  | [ 55 ]        |
| 2014 | 50-та Премія мистецтв Пексан             | Найпопулярніша актриса (ТБ)                                | Прем'єр-міністр і я    | Номінація  |               |
| 2014 | Seoul International Youth Film Festival  | Найкраща молода актриса                                    | Прем'єр-міністр і я    | Номінація  |               |
| 2015 | Global Luxury Award                      | Міжнародна туристична організація конгресів з Лін Генсінем | Бог війни Чжао Юнь     | Перемога   | [ 56 ]        |
| 2015 | National Tax Service of South Korea      | Найкраща державна податкова виплата                        | Н/Д                    | Перемога   | [ 57 ]        |
| 2015 | Busan International Advertising Festival | Найкращий корейський прес-секретар у Китаї                 | Н/Д                    | Перемога   |               |
| 2016 | Asia Artist Awards                       | Азійська зірка (акторка)                                   | Н/Д                    | Перемога   |               |
| 2016 | Asia Artist Awards                       | Нагорода за популярність (акторка)                         | Н/Д                    | Перемога   | [ 58 ]        |
| 2016 | Korea's Best Dresser Swan Awards         | Найкраще вбрання                                           | Н/Д                    | Перемога   | [ 59 ]        |
| 2016 | Ceci Beauty Award                        | Азійська модна зірка                                       | Н/Д                    | Перемога   | [ 60 ]        |
| 2017 | 53-тя Премія мистецтв Пексан             | Найкраща нова актриса (фільм)                              | Конфіденційне завдання | Номінація  | [ 61 ]        |
| 2017 | 53-тя Премія мистецтв Пексан             | Найпопулярніша актриса (фільм)                             | Конфіденційне завдання | Перемога   |               |
| 2017 | Сеульська премія                         | Нагорода за популярність (акторки)                         | Конфіденційне завдання | Перемога   | [ 62 ] [ 63 ] |